# 舞踊墓
舞踊墓是一座高句丽时期的封土石室壁画墓，位于中国吉林省集安市太王镇，属于洞沟古墓群禹山墓区，代号JYM0458。因墓内墙壁绘有舞蹈景象而得名“舞踊墓”，年代约为5世纪左右。墓内壁画内容生活气息浓厚，有两晋南北期时期中原士族风格，墓室的穹窿顶设计也与以往的高句丽石墓风格迥异。1961年，千秋墓作为洞沟古墓群的一部分被列入中国第一批全国重点文物保护单位；2004年4月，作为高句丽王城、王陵及贵族墓葬的一部分被列为世界文化遗产。

## 地理位置
舞踊墓位于集安市太王镇果树村一组的耕地中，位于集安市东北约3公里处。墓葬南靠角觝墓。

## 墓葬形制
舞踊墓属于封土石室墓，外状为方锥形，用黄褐色黏沙土堆积成封土，边长约1.2米，墓葬残高约为4米。墓葬内部用石材砌筑成墓道、甬道、耳室和墓室。墓道长、高均为1.2米，原有石门封堵，墓道左右各有一对称的耳室。甬道长1.5米，高1.3米。墓室为边长3.3至3.5米、举高3.55米的方体，四壁内收。墓室顶棚安装有八层叠涩穹窿式藻井。墓室西壁侧有毁坏的棺床遗迹。

## 壁画
舞踊墓的耳室、甬道和墓室的墙壁均有白灰涂抹并绘有彩色壁画，是本墓的一大特色。壁画内容大部分为日常场景，也有些许宗教内容。
从墓道进入墓室正对的北壁墙上居中为一男性形象，当为墓主人。男性面左端坐木几，头戴折风冠，身穿对襟短衣。墓主形象左侧绘有两名穿长裙的女性，可能是其妻妾，面向墓主端坐，其中一人似正与墓主人交谈。墓主人面前有一比例较小的侍者，低首单膝跪向男主人。壁画下部绘有八名女侍者，现仅存有部分头髻。似是在举行家庭宴会。
墓室的东壁上绘有大幅的群舞景象，为“舞踊”一词来源。墓室的西壁绘有狩猎图，下部二人策马张弓，分别追逐一虎一鹿，上部一武士骑马回首张弓，中部也有一骑马武士形象。南壁上则多绘有繁枝树木。墓室上方的藻井上则有莲花、奇售、星象、仙人、日月神等景象。

## 现代发现与保护
1937年，日本考古学家考察时著录该墓，并取名为“舞踊”；1961年，千秋墓作为洞沟古墓群的一部分被列入中国第一批全国重点文物保护单位；早年墓室裸露，1962、1963年分别对墓室壁画做过局部培封；1965年文保单位将关闭墓门以保护墓内遗迹；1966年洞沟古墓群普查时为此墓编号为JYM0458；1977年5月，集安县文物管理所加修了墓道、墓门，并为壁画做了化学封护。2004年4月，作为高句丽王城、王陵及贵族墓葬的一部分被列为世界文化遗产。